# Gerd Roggensack
Gerd Roggensack (Güstrow, Alemania nazi; 5 de octubre de 1941-17 de abril de 2024) fue un futbolista y entrenador de fútbol alemán que jugó en la posición de delantero. Era el padrastro del también futbolista Bernd Gorski.

## Carrera

### Jugador
| Periodo   | Club                 |
| --------- | -------------------- |
| 1962–1963 | Borussia Dortmund    |
| 1963–1967 | Arminia Bielefeld    |
| 1967–1968 | 1. FC Kaiserslautern |
| 1968–1972 | Arminia Bielefeld    |
| 1972–1976 | DJK Gütersloh        |
| 1976–1977 | FC Stukenbrock       |

### Entrenador
| Periodo   | Club                   |
| --------- | ---------------------- |
| 1976–1979 | FC Stukenbrock         |
| 1979–1984 | Arminia Bielefeld II   |
| 1984–1986 | Arminia Bielefeld      |
| 1986–1987 | Eintracht Braunschweig |
| 1987–1989 | SG Wattenscheid 09     |
| 1989–1990 | 1. FC Kaiserslautern   |
| 1990      | SC Preußen Münster     |
| 1991–1993 | Fortuna Köln           |
| 1993–1994 | SpVgg Unterhaching     |
| 1995      | VfL Wolfsburg          |
| 1997      | SC Verl                |
| 2000–2001 | SpVg Beckum            |
| 2001      | Kickers Emden          |
| 2002–2003 | Lüner SV               |
| 2004–2010 | FC Stukenbrock         |
| 2010–2011 | SV Ubbedissen 09       |

## Escándalo
Roggensack fue uno de los jugadores involucrados en el Escándalo de la Bundesliga de 1971, donde anotó el gol ganador del Bielefeld en un partido arreglado ante el FC Schalke 04.

## Logros
- Campeonato Alemán de fútbol (1): 1963